# Hemieleotris levis
Hemieleotris levis är en fiskart som beskrevs av Eigenmann, 1918. Hemieleotris levis ingår i släktet Hemieleotris och familjen Eleotridae. Inga underarter finns listade i Catalogue of Life.